# كشافة أيسلندا
كشافة أيسلندا هي الكشافة الوطنية والمنظمة التوجيهية في أيسلندا. تأسست الحركة الكشفية في أيسلندا في عام 1912 وكانت من بين أعضاء سابقيين في المنظمة العالمية للحركة الكشفية في عام 1924. تأسست حركة المرشدات في عام 1922 وبين الأعضاء المؤسسين في الجمعية العالمية للمرشدات وفتيات الكشافة التوجيهية

## روابط خارجية
- الموقع الرسمي